# Hardistiella montanensis
Hardistiella montanensis — викопний вид круглоротих риб ряду міногоподібних. Існував у пізньому карбоні (приблизно 320 млн років тому). Викопні рештки риби знайдені у відкладеннях формації Вапняки Ведмежої затоки у Монтані (США).